# Eucoptacra exigua
Eucoptacra exigua är en insektsart som beskrevs av Bolívar, I. 1912. Eucoptacra exigua ingår i släktet Eucoptacra och familjen gräshoppor. Inga underarter finns listade i Catalogue of Life.